# لس یبنس
لس یبنس (به اسپانیایی: Los Yébenes) یک شهرستان در اسپانیا است که در استان تولدو واقع شده‌است.

## خصوصیات
لس یبنس ۶۷۶ کیلومترمربع مساحت و ۶٬۳۴۱ نفر جمعیت دارد و ۸۰۵ متر بالاتر از سطح دریا واقع شده‌است.